# Géza Gulyás
Géza Gulyás (* 5. Juni 1931 in Budapest; † 14. August 2014) war ein ungarischer Fußballtorwart.

## Karriere
Géza Gulyás begann seine fußballerische Laufbahn im Jahre 1952 bei Ferencváros Budapest. Dort absolvierte er zwischen 1952 und 1958 131 Ligaspiele. Da der Verein, der heute Ungarns Rekordmeister ist, zur aktiven Zeit von Gulyás nicht zu den Besten in Ungarn gehörte, konnte er auch keinen Meistertitel mit Ferencváros Budapest gewinnen. Sein einziger Titel mit dem Verein war ein Sieg im nationalen Pokal im Jahre 1958. Nach diesem Titel verließ Gulyás den Verein und schloss sich Láng Vasas an, für den er in den folgenden sechs Jahren spielte, ohne nennenswerte Erfolge zu feiern. 1964 beendete er im Alter von 33 Jahren seine aktive Laufbahn und war von 1965 bis 1973 als Trainer bei Láng Vasas. 1970 kehrte er noch einmal als Spieler auf den Fußballplatz zurück und stand zwei Spiele lang bei Ferencváros Budapest im Tor. Dabei erzielte er ein Tor, das einzige in einem Pflichtspiel in seiner Karriere.
Mit der ungarischen Fußballnationalmannschaft nahm Gulyás als dritter Torhüter hinter Gyula Grosics und Sándor Gellér an der Fußball-Weltmeisterschaft 1954 in der Schweiz teil. Bei dem Turnier wurde er nicht eingesetzt. Er  bestritt kein Länderspiel, wäre aber fast Weltmeister geworden, ohne ein Länderspiel absolviert zu haben, denn seine Mannschaft, die zur Zeit der Weltmeisterschaft als beste der Welt galt, verlor erst im Endspiel im Wankdorfstadion in Bern mit 2:3 gegen Deutschland.
In den Folgejahren wanderte in die Vereinigten Staaten aus und ließ sich dort dauerhaft nieder. Nach seinem Tod wurde seine Asche in einem ungarischen Fußballstadion verteilt.